# Antilopa trávní
Antilopa trávní (Raphicerus campestris) je malá antilopa obývající otevřené biomy jižní a východní Afriky.

## Popis

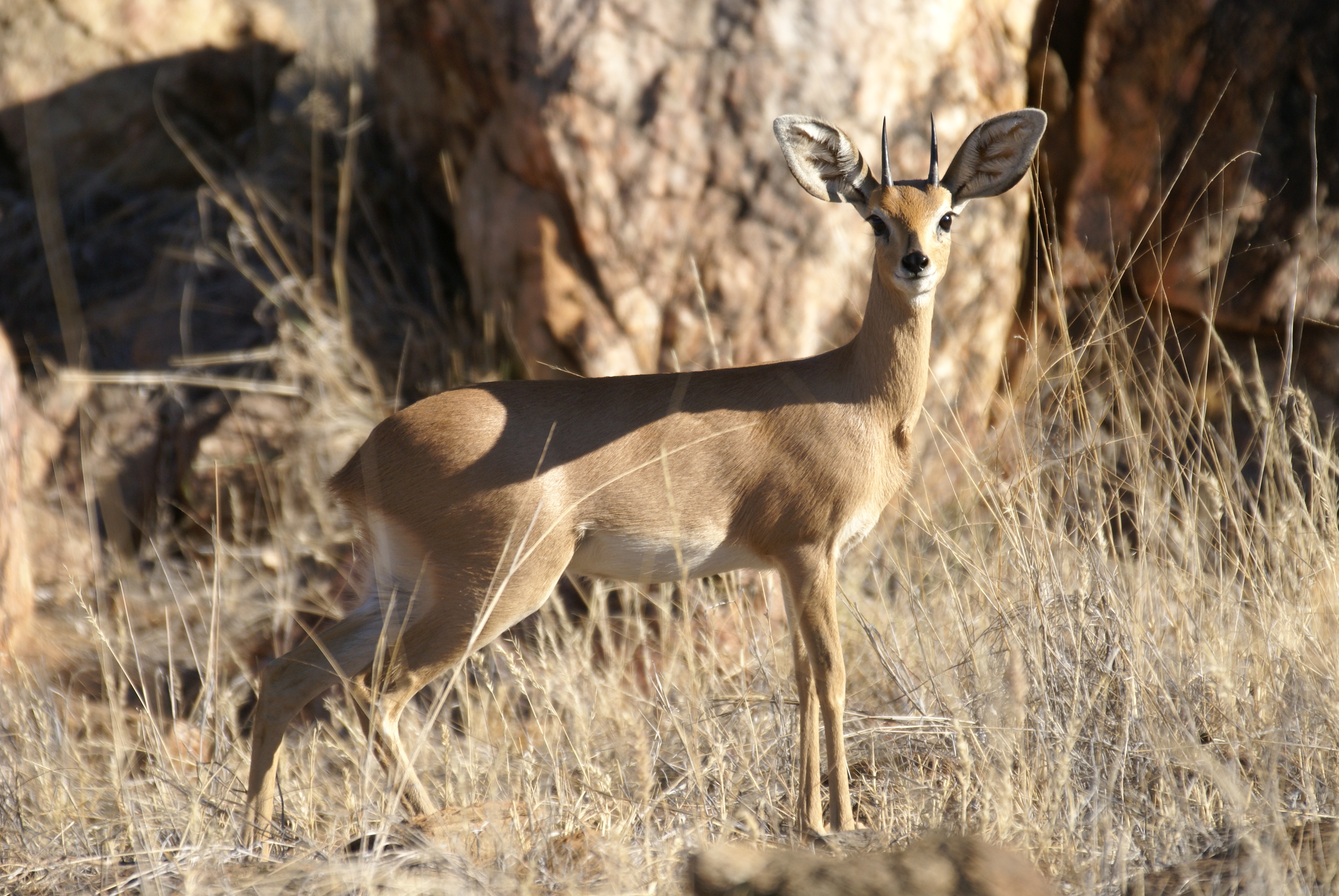
Samec

Antilopa trávní se vzhledem podobá své příbuzné antilopě oribi. Dorůstají 45–60 cm výšky v kohoutku, délky 61–95 cm, hmotnost se pohybuje mezi 7–16 kg. Srst má jasně ryšavě plavou, někdy se stříbrošedým odstínem; prsteny kolem očí, břišní strana těla, včetně brady a prsou je bílá. Nápadné jsou velké ušní boltce s tmavou prstovou kresbou uvnitř. Na končetinách chybí boční prsty. Samci mají na rozdíl od samic tmavě zbarvené růžky dorůstající kolem 7 až 19 cm. Mezi ušními boltci a u čenichu je tmavě zbarvená srst připomínající srpek měsíce. Ocas bývá obvykle velice malý, často na dálku ani nepostřehnutelný, jelikož dorůstá velikosti jen mezi 4–6 cm.

## Výskyt
Antilopa trávní se dělí podle výskytu na dvě oddělené populace. První obývá východní Afriku, konkrétně území jižní Keni. Dříve se vyskytovala i v Ugandě, kde je v současnosti zřejmě vyhubená. Populace obývající jižní Afriku se objevuje v Angole, Namibii, Jihoafrické republice, Svazijsku, Botswaně, Mosambiku, Zambii, Zimbabwe a pravděpodobně i v Lesothu.
Tento druh antilopy obývá širokou paletu biomů, zvláště pak území Národního parku Etosha, řídké lesy, houštiny, kamenné savany a oblasti porostlé jen nízkou trávou; často jsou spatřeny i na okrajích pouště Kalahari. Antilopy trávní nesetrvávají v jedné lokalitě příliš dlouhou dobu a biomy průběžně mění.

## Způsob života
Během dnů, kdy teplota nepřekročí kritickou hranici, jsou antilopy trávní aktivní po celý den; během horkých dnů odpočívají ve stínu stromů, kde bývá o něco chladněji. Pokud se ve stínu jednoho stromu nebo keře nashromáždí více antilop, často dochází k potyčkám. V tomto období jsou však i značně zranitelné, jelikož většinu času ve stínu tráví spánkem.
Pokud antilopa spatří predátora, či jen zaslechne podezřelý zvuk, ihned se skrývá skrčením ve vegetaci. Pokud se však predátor přiblíží na příliš nebezpečnou vzdálenost, rychle ze skrčené polohy vystartují a klikatým během se snaží predátora setřást. Při ladném a rychlém běhu, který antilopa trávní má, se často zastavuje a ohlíží pokud ji pronásledovatel stále sleduje. Díky své drobné velikosti se při útěku skrývají i v norách větších savců, které jim poskytují poměrně dobrý úkryt. Mezi hlavní predátory antilopy trávní patří především větší kočkovité (karakalové, levharti) či psovité šelmy (např. šakali), ale také větší druhy orlů a hadů.

### Potrava
Antilopa trávní se živí trávou nebo jinou nízkou vegetací, předními končetinami si často vyhrabávají kořeny a hlízy. Během sezóny sežerou i nejrůznější plody nebo květy, rostoucí na stromech nebo keřích. Díky dostatku vody získávané z potravy jsou téměř zcela nezávislí na vodním zdroji.

### Rozmnožování
Antilopa trávní žije po většinu roku samotářským životem až na období, kdy probíhá páření, kdy se shlukují do párů. Někteří přírodovědci se domnívají, že členové jednoho páru obsazují stejné teritorium, zatímco žijí odděleně a na sobě nezávisle a se svým druhem zůstávají v kontaktu po celý rok, tedy i mimo období páření pomocí nejrůznějších pachů. Teritoria, která bývají značně rozsáhlá (od 4 h až po 1 km2) si samci značí většinou pomocí trusu. Během páření je samec velice agresivní a svého protivníka nejprve zastrašuje dupáním a funěním. Poté často dochází k soubojům, které mohou být i značně protáhlé, ale většinou nedochází ke smrtelným zraněním.
Samice se může zpravidla rozmnožovat po celý rok, většina mláďat však přichází na svět mezi listopadem a prosincem; některé samice mohou mít i dva vrhy ročně. Samice je březí zhruba 170 dní a rodí pouze jedno mládě (dvojčata jsou opravdu velice vzácná). Mládě zůstává ve vegetaci skryté po dobu dvou týdnů, ale kojeno je celé 3 měsíce. Samice pohlavně dospívají ve věku 6–8 měsíců, samci o něco později, obvykle ve věku 9 měsíců.
Antilopa trávní se obvykle dožívá 7 let, občas i více.

## Poddruhy
Oficiálně rozeznáváme dva poddruhy: R. c. campestris, obývající jižní Afriku a R. c. naumanni, obývající východní Afriku. Některé zdroje však uvádí poddruhů i více, dokonce se vyskytuje jen v jižní Africe podle několika přírodovědců přes 24 poddruhů, které se liší ve zbarvení srsti.

## Galerie

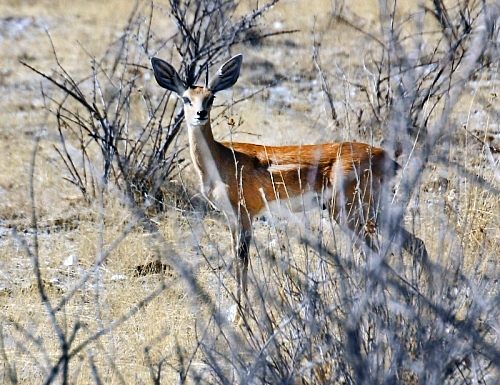
Samec
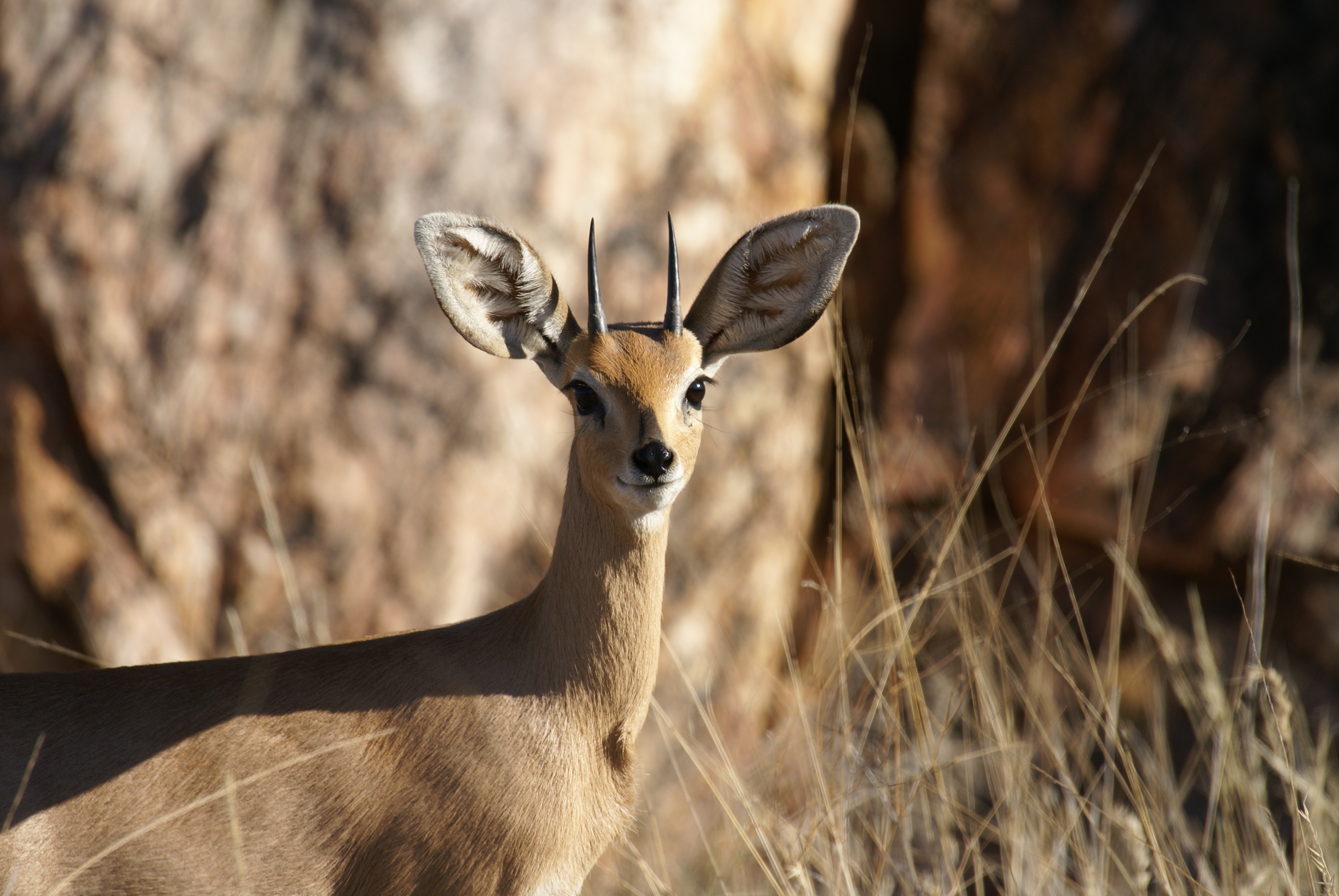
Detail hlavy samce (celý obrazek výše)
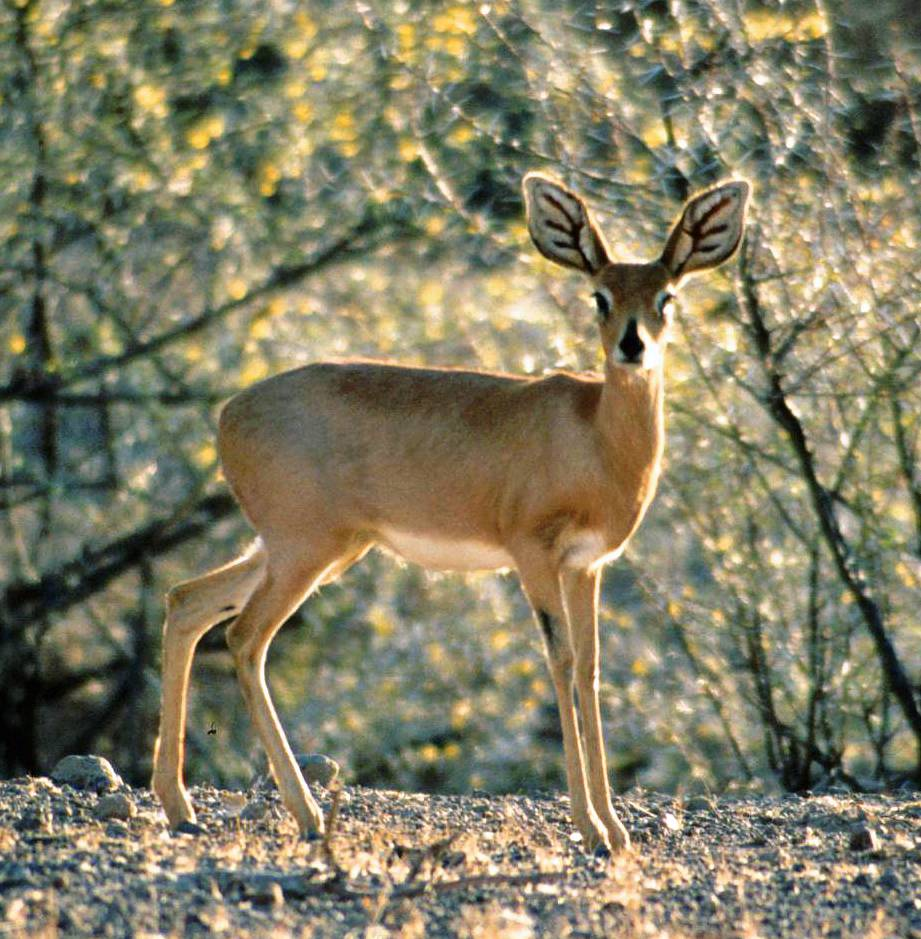
Samice